# Сухарека (футбольний клуб)
Футбольний клуб «Сухарека» (алб. Klubi Futbollistik Suhareka) — косовський футбольний клуб із міста Сува-Река (або Теранде). Клуб виступає в Райфайзен Суперлізі Косова, найвищому футбольному дивізіоні регіону.

## Історія
Клуб «Сухарека» було засновано 5 червня 2023 року кількома інвесторами, які раніше інвестували у клуб «Балкані». Через 13 днів на стадіоні «Бока-Бока» в Кориші відбулася надзвичайна зустріч між представниками клубів «A&N» і «Сухарека», під час якої було вирішено, що з сезону 2023—2024 Першої ліги Косова клуби об'єднаються, і будуть виступати під назвою «Сухарека». Новостворений клуб виграв Першу лігу Косова сезону 2023—2024 років, та з сезону 2024—2025 років грає в Райфайзен Суперлізі Косова.